# Lijst van rijksmonumenten in Wierden (gemeente)
De gemeente Wierden telt 36 inschrijvingen in het rijksmonumentenregister. Hieronder een overzicht. 

## Enter
De plaats Enter telt 6 inschrijvingen in het rijksmonumentenregister.
| Object                                            | Oorspronkelijke functie?  | Bouwjaar                            | Architect | Locatie          | Coördinaten?                  | Nr.?  | Afbeelding        |
| ------------------------------------------------- | ------------------------- | ----------------------------------- | --------- | ---------------- | ----------------------------- | ----- | ----------------- |
| Boerderij, put, bakhuis                           | Boerderij                 |                                     |           | Bullenaarsweg 16 | 52° 16' 31" NB, 6° 35' 47" OL | 38900 | Meer afbeeldingen |
| Bouwhuis van de voormalige havezate het Cattelaer | Bijgebouwen kastelen enz. |                                     |           | Kartelaarsdijk 7 | 52° 17' 4" NB, 6° 36' 6" OL   | 38902 | Meer afbeeldingen |
| 'Roohaan'                                         | Boerderij                 | 1832 (pand) 1846 (schuur)           |           | Rijssenseweg 40  | 52° 17' 37" NB, 6° 33' 44" OL | 38906 | Meer afbeeldingen |
| Nederlands Hervormde Kerk                         | Kerk en kerkonderdeel     | 1709                                |           | Dorpsstraat 55   | 52° 17' 49" NB, 6° 34' 41" OL | 38909 | Meer afbeeldingen |
| Langgerekte dubbele dorpswoning                   | Woonhuis                  |                                     |           | Dorpsstraat 48   | 52° 17' 47" NB, 6° 34' 39" OL | 38910 | Meer afbeeldingen |
| Westtwentse boerderij van het middenlangsdeeltype | Boerderij                 | tweede helft 19e eeuw of iets ouder |           | Witmoesdijk 20   | 52° 18' 33" NB, 6° 33' 15" OL | 47013 | Meer afbeeldingen |

## Hoge Hexel
De plaats Hoge Hexel telt 13 inschrijvingen in het rijksmonumentenregister. Zie Lijst van rijksmonumenten in Hoge Hexel voor een overzicht.

## Notter
De plaats Notter telt 3 inschrijvingen in het rijksmonumentenregister.
| Object | Oorspronkelijke functie? | Bouwjaar | Architect | Locatie         | Coördinaten?                  | Nr.?  | Afbeelding        |
| --- | ------------------------ | -------- | --------- | --------------- | ----------------------------- | ----- | ----------------- |
| Vrijstaande schuur met pannen gedekt | Boerderij                |          |           | Grimbergerweg 2 | 52° 19' 43" NB, 6° 32' 37" OL | 38914 | Meer afbeeldingen |
| Vrijstaande schuur | Boerderij                |          |           | Klokkendijk 10  | 52° 19' 15" NB, 6° 32' 1" OL  | 38915 | Meer afbeeldingen |
| Boerderijcomplex (boerderij met zandhokje, stookhok, schuur, gedeeltelijk door muurtjes omsloten mestvaalt en gedeeltelijk met klinkers bestraat erf) | Boerderij                | 1855     |           | Bussinkweg 1    | 52° 19' 45" NB, 6° 32' 50" OL | 47011 | Meer afbeeldingen |

## Wierden
De plaats Wierden telt 14 inschrijvingen in het rijksmonumentenregister. Zie Lijst van rijksmonumenten in Wierden (plaats) voor een overzicht.

## Zuna
De plaats Zuna telt 1 inschrijving in het rijksmonumentenregister.
| Object                            | Oorspronkelijke functie? | Bouwjaar | Architect | Locatie    | Coördinaten?                  | Nr.?  | Afbeelding  |
| --------------------------------- | ------------------------ | -------- | --------- | ---------- | ----------------------------- | ----- | ----------- |
| Boerderijtje onder rieten wolfdak | Boerderij                |          |           | Slagsweg 1 | 52° 20' 21" NB, 6° 29' 23" OL | 38905 | Upload foto |

Almelo ·
Borne ·
Dalfsen ·
Deventer ·
Dinkelland ·
Enschede ·
Haaksbergen ·
Hardenberg ·
Hellendoorn ·
Hengelo ·
Hof van Twente ·
Kampen ·
Losser ·
Oldenzaal ·
Olst-Wijhe ·
Ommen ·
Raalte ·
Rijssen-Holten ·
Staphorst ·
Steenwijkerland ·
Tubbergen ·
Twenterand ·
Wierden ·
Zwartewaterland ·
Zwolle